# Bengbu
Bengbu is een stad in de gelijknamige prefectuur in de oostelijke provincie Anhui, Volksrepubliek China. Bij de volkstelling van 2020 had de stad 1.077.704 inwoners, de prefectuur had 3.296.408 inwoners.
Bengbu ligt aan de rivier Huai He.